# SMIM14
SMIM14 (англ. Small integral membrane protein 14) – білок, який кодується однойменним геном, розташованим у людей на 4-й хромосомі. Довжина поліпептидного ланцюга білка становить 99 амінокислот, а молекулярна маса — 10 710.
| 10         |  | 20         |  | 30         |  | 40         |  | 50         |
| ---------- |  | ---------- |  | ---------- |  | ---------- |  | ---------- |
| MAEGGFDPCE |  | CVCSHEHAMR |  | RLINLLRQSQ |  | SYCTDTECLQ |  | ELPGPSGDNG |
| ISVTMILVAW |  | MVIALILFLL |  | RPPNLRGSSL |  | PGKPTSPHNG |  | QDPPAPPVD  |

A: Аланін

C: Цистеїн

D: Аспарагінова кислота

E: Глутамінова кислота

F: Фенілаланін

G: Гліцин

H: Гістидин

I: Ізолейцин

K: Лізин

L: Лейцин

M: Метіонін

N: Аспарагін

P: Пролін

Q: Глутамін

R: Аргінін

S: Серин

T: Треонін

V: Валін

W: Триптофан

Локалізований у мембрані, ендоплазматичному ретикулумі.